# Anselm Barba i Balanzó
Anselm Barba i Balanzó   (Barcelona, 18 d'abril de 1848 - Barcelona, 25 de març de 1883) fou mestre de música, organista i compositor català. Es va formar musicalment a l'Escolania de Montserrat on va ingressar als set anys i va ser deixeble de Bertomeu Blanch.

## Biografia
Era fill de Magí Barba i Vidal, taverner nascut a Teià, i de Maria Anna Balanzó i Cadena, nascut a Barcelona. Va ser mestre d'Albéniz, Alió, Calado, Daniel i Noguera. Escriví música eclesiàstica (misses a gran orquestra, motets), obres per a cant i piano i sonates per a piano.
Va formar part de la delegació catalana del Patronatverein de Bayreuth (Patronat del Festival de Bayreuth, el qual havia estat creat per Richard Wagner per a sufragar el cost de l'estrena de Parsifal), delegació presidida i representada per Joaquim Marsillach.
Guanyà la plaça d'organista de la catedral de Barcelona obtenint la millor nota a les oposicions per al càrrec, però com que no estava ordenat, no pogué prendre'n possessió. Fou nomenat mestre de capella de la col·legiata de Santa Anna de Barcelona, càrrec que, segons Saldoni, encara regia el 1880. Fou un gran divulgador musical i intervingué en la vida musical barcelonina de finals del segle xix, organitzant i participant en nombrosos concerts al teatre Novetats i a l'Ateneu Barcelonès.
Gran entusiasta de Wagner, fomentà l'interès per l'autor a través de la Societat Wagner de Barcelona. Va pertànyer al cercle de Josep de Letamendi i Joaquim Marsillach. Tot estant a Bayreuth, Barba envià diverses cròniques que foren publicades sota el títol "Notas de un viaje a Bayreuth" a les revistes Arte y letras i Notas musicales y literarias, publicacions molt favorables a la figura de Wagner. Es conserven obres seves en diversos fons musicals de Catalunya (TerC, SEO).
Morí de verola a l'edat de 35 anys al carrer Vergara, núm. 7 de Barcelona. Reposa al Cementiri del Poblenou de Barcelona.